# إرفينغ كيرش
إرفينغ كيرش (بالإنجليزية: Irving Kirsch)‏ هو باحث أمريكي، ولد في 7 مارس 1943 في نيويورك في الولايات المتحدة.